# Randall Lewis
Randall Lewis   () és un lluitador estatunidenc, ja retirat, especialista en lluita lliure, que va competir durant la dècada de 1980.
El 1984 va prendre part en els Jocs Olímpics d'Estiu de Los Angeles, on va guanyar la medalla d'or en la competició del pes ploma del programa de lluita lliure.
En el seu palmarès també destaca una medalla d'or en els Jocs Panamericans de 1983. El 1977 i 1979 es proclamà campió de la NCAA. El 1998 va ser inclòs al National Wrestling Hall of Fame.